# Biskopsgården, Karlstad

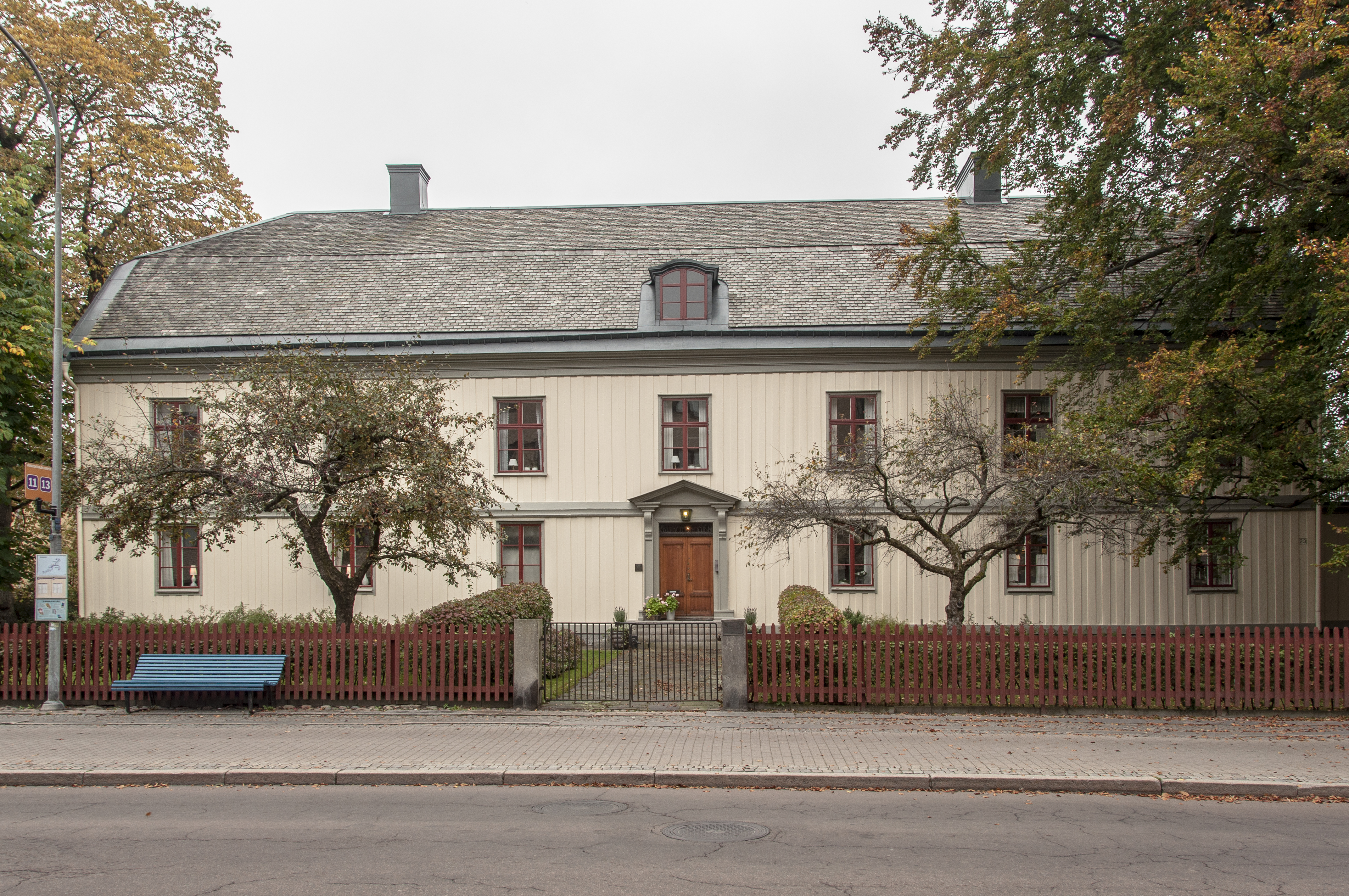
Biskopsgården

Biskopsgården är namnet på den byggnad i Karlstad som utgör tjänstebostad för biskopen i Karlstads stift.
Karlstad blev stiftsäte 1646, och sedan 1680-talet har den nuvarande platsen i kvarteret Udden bebotts av stiftets superintendenter. Nuvarande byggnad uppfördes på 1770-talet, sedan den tidigare byggnaden brunnit. Ritningarna utformades av Överintendentsämbetet. Byggnaden är timrad och klädd med stående lockpanel i två fulla våningar, och har en vindsvåning under ett valmat mansardtak vilket täckts med glavaskiffer. Under huset finns välvda källare av tegel.
I den omfattande branden 1865, som förstörde stora delar av staden, klarade sig Biskopsgården oskadd. Trädgården var bevuxen med höga träd, och bland annat en stor alm sägs ha stoppat eldens framfart. På trädet kan man fortfarande (2011) se spår efter branden.
Byggnaden har en välbevarad rumsindelning, i vilken en nedre våningen nyttjas som privat bostadsdel medan den övre våningen till sin huvuddel består av representationsutrymmen. 
Biskopsgården är idag byggnadsminne. I skyddet omfattas även ett uthus och ett stall på tomten.